# Sistema di riferimento non inerziale

Un ascensore in movimento è un sistema di riferimento non inerziale

Un sistema di riferimento non inerziale è un sistema di riferimento nel quale la descrizione della dinamica dei corpi non vede verificato il principio di inerzia. Tutti e soli i sistemi di riferimento che si muovono di moto accelerato rispetto ad un qualsiasi sistema di riferimento inerziale presentano questa particolarità e possono essere quindi definiti non inerziali.

## Definizione formale
Un sistema di riferimento non inerziale è un sistema di riferimento in cui un corpo soggetto a una risultante delle forze esterne nulla si muove comunque di moto non uniforme, ovvero accelerato.

## Differenza rispetto ai sistemi inerziali
L'autista della macchina è fermo rispetto a quest'ultima, ed è dunque solidale con il sistema di riferimento non inerziale da essa rappresentato. Se l'autista guarda fuori dal finestrino vedrà il pedone e il ciclista muoversi di moto accelerato, in direzione che va dal parabrezza verso la parte posteriore della macchina. Mentre il pedone e il ciclista concordano nell'identificare l'agente che causa l'accelerazione della macchina (la forza d'attrito dell'asfalto generata dalla rotazione degli pneumatici), l'autista li vede accelerare "spontaneamente", senza cioè poter individuare una forza che sia causa del loro moto osservabile. L'autista stesso sente un'accelerazione sul proprio corpo: se sul cruscotto della macchina ci fossero delle biglie libere di muoversi, l'autista le vedrebbe accelerare verso la parte posteriore del veicolo.
La descrizione di un evento di un sistema fisico può risultare differente, se operata da sistemi di riferimento differenti.
Le trasformazioni di Galileo stabiliscono le equazioni che permettono di passare dalla descrizione di un evento {\displaystyle E} da un sistema di riferimento inerziale {\displaystyle S_{1}} ad un altro inerziale {\displaystyle S_{2}}: le grandezze che cambiano, da un sistema all'altro, sono la posizione e la velocità dei singoli corpi, ma l'eventuale accelerazione di un corpo risulta essere un'invariante per tutti i sistemi di riferimento inerziali.

### I sistemi non inerziali
Se si considera il punto di vista di un osservatore solidale con {\displaystyle S_{3}}, ogni corpo solidale con un sistema di riferimento inerziale appare dotato di un'accelerazione pari a {\displaystyle -\mathbf {a} _{3}}. Questa descrizione solidale con {\displaystyle S_{3}} non è simmetrica a quelle solidali con {\displaystyle S_{0}} e {\displaystyle S_{1}}, perché l'osservatore "agganciato" a {\displaystyle S_{3}} non è in grado di individuare alcuna forza che sia responsabile dell'accelerazione dei corpi suddetti: questo osservatore è dunque costretto a "rinunciare" al principio di inerzia, e a constatare che oggetti e persone, se descritti dal proprio sistema di riferimento, possono subire variazioni della propria velocità senza che vi sia un'azione esterna a causarla.

#### Le interazioni apparenti
Per "reintegrare" i principi della dinamica, l'osservatore nel sistema di riferimento non inerziale può fare appello alle cosiddette interazioni apparenti, postulare cioè ad hoc l'esistenza di forze e momenti legati ai corpi accelerati dal sistema di riferimento stesso.
È un esempio di forza apparente la forza centrifuga, percepita da un osservatore situato su di un sistema di riferimento in moto non rettilineo, che osservi un corpo solidale allo stesso.
È da notare infine come non abbia senso affermare che la descrizione della dinamica dei corpi in un sistema inerziale sia "più corretta" di quella effettuata in un sistema non inerziale: semplicemente, assumere la prospettiva del primo sistema è più funzionale ai fini di una rigorosa descrizione matematica dell'evento, perché permette di legare causalmente le forze con l'interazione con altri corpi, riguardo agli scambi di energia o di quantità di moto, ma ciò non toglie che in taluni casi sia invece più pratico considerare la prospettiva non inerziale.